# Scolosanthus hirsutus
Scolosanthus hirsutus är en måreväxtart som beskrevs av Attila L. Borhidi. Scolosanthus hirsutus ingår i släktet Scolosanthus och familjen måreväxter. Inga underarter finns listade i Catalogue of Life.